# مارولان

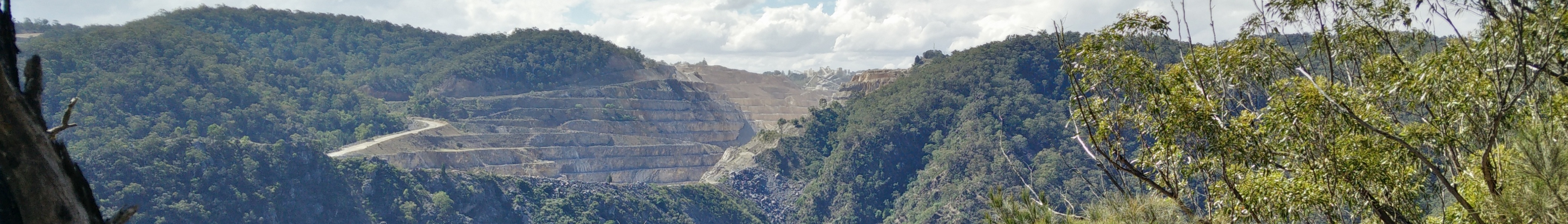
مارولان

مارولان (به انگلیسی: Marulan) یک شهرک در استرالیا است که در نیو ساوت ولز واقع شده‌است.